# 观音河镇
观音河镇，是中华人民共和国陕西省安康市汉阴县下辖的一个乡镇级行政单位。

## 行政区划
观音河镇下辖以下地区：
观音河村、合心村、进步村、水田村、义心村、中坪村和药王村。